# Bachchan
Bachchan è un film del 2014 diretto da Raja Chanda.

## Colonna sonora
1. Benny Dayal – Bachchan (Title Track) – 3:53
2. Jeet Gannguli – Shundori Komola – 4:14
3. Jeet – Tatka Priya Marie – 3:38
4. Vinod Rathod, Akriti Kakkar – Latai – 4:34
5. Bachchan Mashup – 3:28